# آنچه مردان می‌خواهند
آنچه مردان می‌خواهند (انگلیسی: What Men Want) فیلمی در ژانر فانتزی و کمدی رمانتیک به کارگردانی آدام شنکمن است که در سال ۲۰۱۹ منتشر شد.

## بازیگران
- تراجی پی. هنسون
- وندی مک‌لندن کاوی
- ماکس گرینفیلد
- آلدیس هاج
- تریسی مورگان
- جاش برنر
- تامالا جونز
- کلان لاتز
- اریکا بادو
- شکیل اونیل
- پیت دیویدسون
- مارک کیوبن
- ریچارد راوندتری